# Histoire de Laval sous la Révolution
 (septembre 2016).
L'histoire de Laval sous la Révolution retrace la série des événements survenus à Laval à partir de 1789.

## 1789
Le choix des députés aux États généraux de 1789 se fait à deux degrés : Le tiers-état, nomme le 6 mars, dans le réfectoire de l'église des Cordeliers de Laval, les délégués qui doivent aller au Mans consommer l'élection. Les suffrages désignent en premier René Enjubault de la Roche. Les électeurs le nomment député dès le premier tour de scrutin.
La Prise de la Bastille fait croire que la guerre civile est déclarée. Le mercredi 15 juillet, une assemblée générale de ville est tenue sans distinction d'ordres, de classes et de rangs. On y résout de s'armer et d'envoyer des députés dans les villes voisines pour savoir comment les nouvelles qui venaient de Paris y étaient accueillies. Le lendemain, une garde civique fut formée. Laval, contrairement aux villes et aux campagnes environnantes n'est pas touchée par la Grande Peur.
Le 22 juillet 1789, Laval et Vitré inaugurent leur association, avec la désignation de deux délégués pour chacune des deux cités. Après avoir célébré la requête lavalloise avec une vive reconnaissance, dans l'intérêt commun du royaume et du monarque, dans la joie et l'unanimité, les échevins vitréens acceptent une association soutenur par une correspondance active ; Vitré arrête de ne rien négliger pour assurer aux citoyens de la ville de Laval la communication libre et facile pour l'extraction des denrées dont elle pourrait avoir besoin, en la priant de vouloir bien également lui procurer toutes celles dont les habitants de Vitré pourraient avoir besoin.

## 1790

### Formation du département de la Mayenne
Le 11 novembre 1789, l'Assemblée constituante ordonne aux députés des anciennes provinces françaises de se concerter, afin de mettre en place un réseau de nouveaux départements d'environ 324 lieues carrées, soit 6 561 km2 actuels.
Des réunions se tiennent aussitôt dans l'hôtel du duc de Choiseul-Praslin, député de la noblesse de la sénéchaussée d'Angers. Une trentaine de députés des trois provinces composant la généralité de Tours (Anjou, Maine et Touraine) présents envisagent de rétrocéder des territoires au Poitou et de subdiviser le domaine restant en quatre départements, autour des capitales traditionnelles, Tours, Angers et Le Mans, et autour de la ville de Laval, qui récupérerait des terres du Maine et de l'Anjou (sénéchaussée de Château-Gontier plus le pays de Craon).
À la suite de l'Assemblée constituante, le comté de Laval n'existe plus : Laval devient le chef-lieu d'un département, composé de l'ancien comté, du duché de Mayenne et d'une partie de l'Anjou.
Le département de la Mayenne, à qui on assigna Laval pour chef-lieu, comprenait 7 districts, 29 cantons. La ville de Mayenne disputa longtemps à Laval l'avantage d'être le chef-lieu du département. Même après que fut publié le décret constitutif du département, les habitants de Mayenne ne se tinrent pas pour battus. Lorsque l'Assemblée envoya aux chefs-lieux les drapeaux aux couleurs nationales, ils arrêtèrent au passage et voulurent garder les étendards destinés à Laval. Une véritable émeute éclata et il fallut recourir à la force armée pour la dissiper.

### Municipalité révolutionnaire
Les élections municipales du 10-16 février 1790 proclament René-François Plaichard Choltière et Choquet, tous deux médecins, officiers municipaux, le chirurgien Lebourdais-Durocher notable, le chirurgien François Hubert.
Les électeurs donnent une nouvelle administration municipale le 28 février 1790. François Hubert, chirurgien, est élu maire, et René Enjubault de la Roche, procureur de la commune. Les députés se réunissent pour la première fois à Laval, le 28 juin.
On pend une partie de l'église des Cordeliers de Laval, pour y placer l'administration du district, et leur réfectoire pour les assemblées électorales. Les élections primaires se tinrent au mois de mars 1790 dans l'église des Cordeliers, pour la section du faubourg Saint-Martin. Au mois de juin suivant, ce fut dans l'église des Cordeliers que se tint L'assemblée des électeurs délégués par les assemblées primaires du mois de mars. Ouvertes le 28 juin les opérations électorales ne furent terminées que le 7 juillet suivant. Le 30 juin, François Hubert, maire de Laval, harangue, au nom de la municipalité les lecteurs du département réunis dans l'église. On y nomma le directoire du département, ceux des districts, etc.
Les électeurs se rassemble à l'église des Cordeliers de Laval. L'assemblée électorale reçoit la visite et l'hommage de la municipalité, du clergé de la Trinité, et de celui de Saint-Vénérand. Ensuite elle s'occupe de l'objet de sa réunion et fait choix au scrutin des 36 administrateurs départementaux, parmi les 5 districts.
Quand il faut fixer le siège épiscopal de la Mayenne, le 6 juillet 1790, Louis de Boislandry, rapporteur du Comité ecclésiastique et de constitution, propose Laval ; aussitôt Michel-René Maupetit se lève et intercède pour Mayenne ; Louis-François Allard réclame pour Château-Gontier ; l'Assemblée passe outre et crée l'évêché de Laval.
Les membres administrateurs du district de Laval sont nommés le 8 juillet 1790, étaient MM. Barbeu, Barré, père, Le Pennetier, Lilavois, Bechet, Jacques-Ambroise Duchemin de Villiers, procureur syndic, remplacé le 8 février 1791, par M. Lilavois; Martin, secrétaire.

## 1791
La constitution civile du clergé est un déclencheur de la chouannerie.
Après le départ des quatre religieux du Couvent des Jacobins, la municipalité de Laval demanda, le 25 mai 1791, à l'administration du district, l'autorisation d'acquérir les maisons et terrains dépendant de la ci-devant communauté des Jacobins pour y former des places, des rues et des débouchés, propres à débarrasser la grande rue du Pont-de-Mayenne, toujours obstruée par les voitures. On proposait de faire dans l'église un magasin public pour y déposer les grains en cas de disette, et d'aliéner les chapelles qui rayonnaient autour du chœur pour en faire des boutiques. Le district, sur un plan que lui fournit l'administration municipale, l'autorisa en décembre 1791, à soumissionner les terrains pour les employer suivant les projets qu'elle avait annoncés au district.

### La fuite du roi
Le 23 juin 1791, le bruit se répandit à Laval de la Fuite de Louis XVI et arrestation à Varennes. La procession de la Fête-Dieu venait d'avoir lieu. Une grande agitation se répand dans la ville à cette nouvelle ; on s'en prend aux prêtres non assermentés. La conséquence de cette émeute fut un ordre de fermer l'église de Saint-Tugal, et la paroisse est réunie à celle de la Trinité. Elle était devenue le dernier asile des prêtres depuis que la Trinité et Saint-Vénérand étaient tombés aux mains des intrus.

### Sociétés
En 1791 et 92 se constituent à Laval des sociétés de « citoyens actifs, » groupés « pour lire les nouvelles » ; clubs bourgeois d'abord « amis de la Constitution », puis société populaire. Plusieurs rédacteurs sont à l'origine du journal Le Patriote du département de la Mayenne.

### Députés
Le 25 août 1791, les membres de l'Assemblée électorale du département de la Mayenne se réunirent à Laval, à l'église des Cordeliers de Laval, sous la présidence du procureur général syndic René-Pierre Enjubault de la Roche. Après le discours d'ouverture, les citoyens Joseph Gaudin, René Guillard-Fresnay, René Le Chat, et Desrochers, doyens d'âge, furent nommés scrutateurs provisoires, et Mathurin Julien Dalibourg devint secrétaire provisoire ; on désigna enfin les commissaires chargés de la vérification des pouvoirs Le soir même, à trois heures de relevée, les pouvoirs étant vérifiés, les électeurs procédèrent au choix du président, et les suffrages se portèrent sur l'évéque constitutionnel Noël-Gabriel-Luce Villar. Le 26, tous étaient rassemblés pour élire les scrutateurs définitifs et le secrétaire définitif, qui fut Dalibourg. L'évéque prit alors la parole et invita les assistants à la messe du Saint-Esprit.
L'après-midi fut consacré à de nouvelles délibérations. Les Mayennais, furieux d'avoir vu Laval supplanter leur ville comme chef-lieu du département et siège de l'évêché constitutionnel, se coalisèrent pour faire échec aux candidats de la cité rivale. Le 27 août, Dalibourg et Jacques-François Bissy furent élus députés. Le 28, le premier tour de scrutin pour le troisième siège à l'Assemblée nationale législative ne donna pas de résultat ; au deuxième tour, la majorité fut acquise à François-Pierre-Marie-Anne Paigis, médecin, électeur de Grez-en-Bouère, district de Château-Gontier, par 202 voix, contre 100 données à François Grosse-Durocher, de Lassay.
Le 30 août 1791, Richard de Villiers enlève le huitième siège. René-François Plaichard Choltière est député-suppléant de la Mayenne à l'Assemblée législative.

### Élection municipale
Au mois de novembre 1791, Laval procéda à de nouvelles élections municipales. La position était difficile : les finances en détresse, les approvisionnements entravés; la population prête aux violences, à l'émeute ; une situation équivoque entre les excès du jacobinisme et les menaces de la contre-révolution ; tout cela n'était guère encourageant, et personne ne se souciait d'accepter la place de maire de Laval ; un premier, un deuxième élu démissionnèrent ; le 15 novembre, on nomme René-François Plaichard Choltière : il était alors à Paris ; à son retour il décline le poste en démissionnant le 16 novembre 1791. Le poste échut enfin, le 12 décembre, à son confrère François Lepescheux-Dauvais.

## 1792
Au mois de septembre 1792, les électeurs, réunis à Laval pour nommer les députés à la Convention nationale, confirment René Enjubault de la Roche dans ses fonctions de président du tribunal du district et le nomment l'un des deux hauts jurés qui doivient être élus chaque année pour le service de la Haute-Cour nationale, au cas où elle se réunirait.
Le Conseil décida le 22 octobre 1792 qu'une demande serait adressée au Ministre, tendant à obtenir l'autorisation à faire une caserne dans le couvent des Cordeliers, et qu'on enverrait au Ministre de la guerre un plan de distribution proposé par le citoyen Bourgeois pour approprier le local à ce nouvel usage.
Le 27 octobre 1792, le Conseil général de la commune se rend adjudicataire du Couvent des Jacobins pour la somme de 10500 livres. Les citoyens Boullevraye et Seyeux, membres du Conseil, furent nommés commissaires et s'adjoignirent le citoyen Bourgeois, ingénieur, pour statuer sur les parties qu'il sera bon de conserver et sur celles qu'on devra revendre. Le 28 décembre 1792, le district autorisa la municipalité à revendre les terrains qui lui étaient inutiles.
A Laval, alors que la région est un foyer de la contre-révolution, les patriotes ne sont pas très nombreux. Mais, dès la fin de 1792, ils ont concentré leurs forces en une société populaire ou club patriotique, affiliée aux Jacobins de Paris.

## 1793

### Chouannerie
À la suite de l'exécution de Louis XVI, deux protestations seulement se font entendre : celle des Chouans et celle des Vendéens. Le 4 mars 1793 on prévint les citoyens de se trouver le mercredi suivant dans l'église des Cordeliers pour y entendre la lecture de l'adresse aux Français et de la loi sur le recrutement.
Le conventionnel Joseph Fouché arrive à Laval, le 25 mars 1793, une quarantaine de suspects lui sont désignés et sont renfermés aux Bénédictines de Laval. Les suspects recouvrèrent la liberté le 12 juillet, après cent huit jours de réclusion.
Pour maîtriser, pour tenir en respect une population en majorité royaliste, la société populaire a réclamé, dès le 7 avril 1793, rétablissement d'un comité de surveillance, qui aurait huit membres titulaires et quatre suppléants.
La Société du Jardin Berset se dissout en mai 1793.

### Fin de laConvention girondine
Le 6 juin 1793, la nouvelle des Journées du 31 mai et du 2 juin 1793 parvint à Laval. L'attentat commis contre la Convention nationale par les Jacobins qui, à la tête des sections armées, avaient forcé cette Assemblée à prononcer la mise en accusation de trente-deux de ses membres, excita l'indignation de tous. Le lendemain, une réunion extraordinaire, à laquelle assistèrent les membres du directoire du district et de la municipalité de Laval, eut lieu dans la salle des délibérations du directoire du département. Des commissaires, au nombre desquels se trouvait René Enjubault de la Roche, furent chargés de se rendre dans les sections pour instruire le peuple des derniers événements et le consulter sur les mesures qu'il conviendrait de prendre dans les circonstances présentes. Dans une seconde séance, tenue le même jour, et dans celles qui suivirent, il fut pris divers arrêtés en vue de favoriser un soulèvement qui s'étendait déjà dans tous les départements de Normandie et de Bretagne, et pour la formation d'un bataillon de volontaires pour les Insurrections fédéralistes. René Enjubault de la Roche participa à tous ces arrêtés et embrassa avec ardeur la cause des députés proscrits.
Les mesures prises le 7 juin et les jours suivants par les corps constitués de Laval ne peuvent toutefois être mises immédiatement à exécution; les 11 et 12 juin on connait la prise de Saumur par les Vendéens et l'évacuation d'Angers par les troupes républicaines, fortes d'environ 5000 hommes, mais trop peu nombreuses cependant pour pouvoir défendre la ville vers laquelle se dirigeait l'armée vendéenne.
Les administrateurs de Maine-et-Loire, désireux de mettre les caisses publiques et leurs personnes à l'abri de l'ennemi, avaient suivi la garnison d'Angers qui se dirigeait sur Laval. Il était urgent de réunir les subsistances nécessaires pour nourrir ce surcroît de population. La disette qui régnait dans les environs rendait les approvisionnements fort difficiles, aussi toutes les délibérations des corps constitués ont-elles pour unique objet, à partir de ce moment, jusqu'au départ des troupes, la recherche et le transport à Laval des blés indispensables pour la nourriture de celles-ci.
Deux conventionnels, Pierre-Marie Delaunay et Jacques Dandenac, avaient accompagné à Laval les administrateurs d'Angers. Tous les deux avaient été nommés députés par le département de Maine-et-Loire et appartenaient au parti modéré. Craignant d'être compris dans la proscription qui avait atteint leurs amis, ils avaient quitté la Convention, sans congé, dans les premiers jours de juin et étaient revenus à Saumur et à Angers, d'où la marche des Vendéens les avait successivement chassés. l'arrivée à Laval des deux conventionnels coïncide avec une suspension complète dans l'exécution des mesures ordonnées par les Corps constitués. Loin de pousser les administrateurs à persévérer dans leur résistance, ils paraissent, au contraire, les avoir détournés de persister dans leur révolte.
Le 13 juin, René Enjubault de la Roche demanda à ses collègues de rapporter la disposition, contenue dans un arrêté, en date du 8 juin précédent, qui suspendait l'exécution des décrets rendus par la Convention depuis le 30 mai et fit prendre un nouvel arrêté ordonnant l'exécution provisoire de ces mêmes décrets, les corps administratifs n'ayant jamais entendu demander autre chose qu'une révision. Or, les deux conventionnels assistaient à la réunion, et il est permis de supposer que, soit par leurs conseils, soit par leur seule présence, ils ne furent pas étrangers à la prise en considération de cette proposition. Le 15 juin, des commissaires du Calvados venaient inviter les administrateurs de la Mayenne à envoyer à Caen des députés qui se réuniraient à ceux qui avaient été déjà envoyés en cette ville par les autres départements insurgés. Cette fois encore la présence des conventionnels fit ajourner la délibération.

### Fédéralisme
Pendant ce temps, Saumur avait été repris par le général Armand-Louis de Gontaut Biron, et Angers évacué par les Vendéens qui se dirigeaient vers Nantes pour sièger la ville. Le 19 juin, Dandenac et Delaunay quittaient Laval. Le soir même, les corps administratifs tenaient une nouvelle séance, dans laquelle ils s'empressaient de compléter les mesures prises précédemment en faveur du soulèvement.
Le séjour à Laval des troupes républicaines avait empêché la réunion des citoyens qui s'étaient fait inscrire pour former le bataillon de la Force départementale, de s'effectuer au jour indiqué. Un arrêté des corps constitués fixa la date du 23 juin pour leur rassemblement. Le 29 juin, René Enjubault de la Roche était nommé l'un des deux commissaires chargés de procéder à l'organisation du bataillon, qui dut partir, le 4 juillet, pour Caen où se réunissaient également les volontaires fournis par les départements bretons. Le 1er juillet, les administrateurs de Laval nommaient encore deux commissaires à l'effet de procéder à l'examen des décrets rendus par la Convention montagnarde depuis le 31 mai et de retenir ceux qui paraîtraient de nature à contrarier les vues que les circonstances avaient obligé la majorité des départements d'adopter.

### Constitution du 6 messidor an I
Cependant les nouvelles reçues des départements voisins étaient peu favorables. Presque tous avaient protesté au début contre les événements de Paris et la proscription des députés girondins; mais le soulèvement général des populations sur lequel on avait compté un instant avait échoué. Bien plus, la Constitution du 6 messidor an I paraissait devoir être acceptée partout.
Le 10 juillet, les corps constitués de Laval se décidèrent, sur la proposition des commissaires, à ordonner l'impression des décrets et leur envoi aux districts et aux municipalités. Tous les districts, même celui de Mayenne, qui avait concouru avec celui de Laval, à la formation du bataillon de la Force départementale, se prononcèrent en faveur de la Constitution. A ce moment du reste, la défaite des troupes insurrectionnelles à la Bataille de Brécourt était connue et tout espoir paraissait perdu.
Les Assemblées primaires de la ville de Laval, réunies seulement le 22 juillet, acceptèrent aussi la Constitution du 6 messidor an I. Le lendemain, 23, les corps constitués prirent un arrêté constatant cette acceptation et contenant la rétractation exigée par le décret du 26 juin.

### Constitution montagnarde
Dès lors, la Convention montagnarde était partout victorieuse. Des députés, choisis parmi ceux qui siégeaient sur les bancs de la Montagne, étaient déjà désignés pour aller dans les départements rétablir son autorité, et exercer son autorité. Les administrateurs en fonctions continuèrent leurs fonctions et attendirent à leur poste l'arrivée des conventionnels François-Joachim Esnue-Lavallée et Didier Thirion, désignés par la Convention pour se rendre dans la Mayenne.
Plusieurs d'entre eux écrivent aux deux commissaires pour chercher à se disculper et désavouer les arrêtés pris par leurs collègues. Le 3 octobre 1793, René Enjubault de la Roche est destitué par deux arrêtés des Conventionnels. Le 4 octobre 1793, le tribunal du district se réunit extraordinairement pour prendre connaissance de l'arrêté de révocation et en ordonner la transcription sur le registre des délibérations. Deux juges seulement, Lasnier-Vaussenay et Pontenard, assistaient, avec le président, à cette réunion. Les autres, suivant l'exemple donné par plusieurs fonctionnaires destitués, s'étaient empressés de prendre la fuite dès qu'ils avaient pu connaître les dispositions de l'arrêté prononçant leur révocation.
En même temps qu'ils frappaient les membres des différentes administrations de Laval qui avaient signé les arrêtés pris par les corps constitués en faveur de l'insurrection fédéraliste, Esnue-Lavallée et Thirion créaient, répondant au vœu de la société populaire, dans les premiers jours d'octobre 1793, un comité de surveillance générale du district, qui deviendra le Comité révolutionnaire de Laval.

### Virée de Galerne
Quelques mois plus tard, la guerre de Vendée éclate, les royalistes passent la Loire, le 18 octobre 1793, et après avoir occupé Candé et Segré, menace Craon.
les administrateurs du département de la Mayenne se trouvent à Laval, quand les Vendéens, sont maîtres de Château-Gontier vinrent pour l'attaquer. Laval est évacuée à son tour. Lors de la Virée de Galerne, les Vendéens marchent sur Laval, repoussant aisément les garnisons locales et les gardes nationaux hâtivement rassemblés par les autorités. La ville est prise le 22 octobre, vers neuf heures du matin.
Mais les administrateurs du département, pour éviter que les détenus, prêtres réfractaires et suspects, parmi lesquels se trouvaient quelques patriotes, soient délivrés par les Vendéens, résolurent de les faire conduire loin du théâtre de la guerre. Le 23, au matin, ils sont dirigés sur Mayenne. Les prêtres sont emmenés à Lassay, pour être conduits à Rambouillet. Les autres sont dirigés sur le Ribay et Javron. Le convoi est rejoint par divers fonctionnaires, partis après eux de Laval, et parmi ceux-ci le citoyen François Midy.
Les Vendéens avaient envahi Laval le 22 octobre. Ils en repartirent le 1er novembre. Les Vendéens reparurent deux autres fois à Laval : d'abord le 25 novembre, à leur retour de Granville; ils ne restèrent qu'un jour. Ils revinrent encore le 13 décembre, après la bataille du Mans; ils arrivèrent le soir et repartirent dès le lendemain.

### Tribunal criminel
Ce n'est qu'après le passage des royalistes en fuite que le tribunal criminel put s'organiser. Les Conventionnels avaient attribué à des commissions révolutionnaires la compétence la plus étendue et il ne restait à juger par les tribunaux criminels que les crimes de droit commun ou les délits commis contre la loi du maximum, en somme peu de chose. C'est seulement dans les premiers jours du mois de nivôse, à la suite de la troisième invasion de Laval par les Vendéens et d'une troisième évacuation de la ville par les autorités, réfugiées à Rennes cette fois, que le tribunal criminel put être installé.
L'ancien château de Laval est transformé en prison. Le dernier passage et la défaite des Vendéens sont suivis de persécutions contre ceux qui leur avaient montré ou qu'on soupçonnait d'avoir pour eux des sympathies. Plusieurs prêtres sont tués à Laval ou dans la campagne. 5 des vicaires épiscopaux de Villar renoncent publiquement au métier de prêtres pour ne servir plus que la patrie et la liberté. On brûle sur la place publique tous les titres féodaux, toutes les pièces qui se trouvaient aux chartriers de Laval et de Vitré.

## Commission révolutionnaire
Jusqu'à la fin du gouvernement révolutionnaire, trois autres comités vont succéder au comité de surveillance générale du district' : le Comité révolutionnaire de Laval, dont le bras armé sera la Commission militaire révolutionnaire du département de la Mayenne.
Les prisons regorgent. Aux personnes arrêtées sur l'ordre du comité révolutionnaire, s'ajoutent celles que la commission militaire cite directement à sa barre, et celles que les soldats républicains appréhendent au corps dans les villages.

## 1794

### Commission militaire révolutionnaire du département de la Mayenne
La Commission militaire révolutionnaire du département de la Mayenne n'arrive à Laval que le 5 janvier 1794. Jusqu'au 12 de ce mois, elle faisait fusiller les individus qu'elle condamnait ; elle ne commença à employer la guillotine que le 13 ; et depuis ce fut le seul mode d'exécution de ses jugements. Dans ses voyages, elle était accompagnée d'une charrette portant la guillotine.
Du 16 nivôse au 10 ventôse, elle rend 32 jugements; 223 accusés sont condamnés à mort, 3 aux fers, 91 à la détention ; 204 sont acquittés.
Le 1er pluviôse, par circulaire, Jean-Baptiste Volcler incite au zèle des autorités révolutionnaires de la Mayenne, les menaçant d'incarcération, en cas d'inaction, et leur annonçant la promenade de la guillotine. Cette circulaire, envoyée par le district de Mayenne, à la Convention, est lue à la séance du 17 pluviôse an II. Elle apporta dans l'Assemblée un mouvement d'horreur et d'indignation.
Les membres de la Commission militaire révolutionnaire du département de la Mayenne sont à l'origine de nombreuses condamnations à mort dont les 14 martyrs de Laval, le prince de Talmont, René Enjubault de la Roche, et d'autres victimes.
Au commencement de frimaire de l'an II (1794), les administrateurs du département de la Mayenne avaient été mandés à Angers, pour donner à la commission des renseignements sur les principaux détenus de leur département ; ils se réunirent le 12. Plusieurs personnes seront guillotinés à Angers comme Pierre Périer du Bignon par exemple.
Le conventionnel René François-Primaudière se trouvait à Laval où il avait été envoyé pour procéder à l'épuration des autorités constituées. La Terreur s'installe. Par arrêté du 15 germinal (4 avril), il confirma les pouvoirs des membres du tribunal criminel.
Vers la fin d'avril 1794, le général Jean Antoine Rossignol ordonne de conduire à Laval tous les habitants des paroisses insurgées. Il fait savoir par Charles Mathieu Isidore Decaen, son adjudant général, qu'il rendra les autorités de la ville responsables des évasions de ces 3 à 4.000 paysans (24 avril). Après en avoir conféré, le district, la municipalité et le comité révolutionnaire décident qu'ils délégueront chacun un de leurs membres pour faire, tous les matins, à huit heures, à la halle aux Toiles, un appel nominal des paysans amenés en ville et logés chez les bourgeois. Mais les vivres manquent à Laval, et les campagnes ont besoin de bras pour faire le sarrasin. D'autre part, l'ordre de Rossignol est formel. Très perplexe, le comité révolutionnaire sollicite l'avis de Edmond Louis Alexis Dubois-Crancé (8 mai 1794).
La Commission juge en environ 10 mois au moins 1325 personnes : 454 (dont 73 femmes), un peu plus du tiers, sont condamnées à mort; une à la déportation à vie, 3 aux fers, 4 à la réclusion, 216 à la détention ou prison; 633 sont acquittées ; à l'égard de 15, la Commission se déclara incompétente.

#### Autres commissions
Outre la commission Clément-Volcler, Laval a été visité par deux commissions révolutionnaires d'Angers : d'abord par la commission Félix, qui, du 28 brumaire au 1er frimaire, y tient trois séances dans l'Église Saint-Vénérand de Laval, et y prononce 12 condamnations à mort ; ensuite par la commission Proust, qui, du 2 au 9 nivôse, y tient neuf séances (deux le 4 nivôse), et y prononce 28 condamnations à mort.

#### Fin de la Terreur
Après la mort de Robespierre, la Convention avait mis fin au régime de la Terreur, en envoyant dans les départements des commissaires avec mission d'amener l'apaisement par des mesures réparatrices. Leur premier soin devait être de faire disparaître ces commissions extraordinaires qui avaient fait couler tant de sang partout où elles avaient été maintenues. Le représentant du peuple Jean-François Boursault-Malherbe était désigné pour se rendre dans la Mayenne. II fit mettre en liberté de nombreux prisonniers détenus comme suspects dans les prisons de Laval, mit fin aux poursuites dirigées contre les anciens fonctionnaires destitués pour cause de fédéralisme, ordonna au contraire l'arrestation des plus violents terroristes et enfin renouvela les autorités.
Le 23 brumaire (13 novembre), Boursault, éclairé sur les crimes commis au nom de la République par les Jacobins de Laval, résolut de faire arrêter les plus coupables d'entre eux On perquisitionna dans leurs papiers, dans ceux du tribunal et du comité révolutionnaires, au département, à la municipalité, etc. et François Midy fut chargé d'instruire contre eux.

## 1797
Au mois de Frimaire an V, les coupables de l'Attentat contre Lazare Hoche sont emprisonnés dans le château de Laval. Charles Maloubier et Emériau s'évadèrent de la prison de Laval, le 5 pluviôse an V, grâce aux secours fournis par diverses personnes, notamment par Mlle Suzanne Loyand, et assurément aussi grâce au défaut de surveillance de la prison.

## 1802
Le 19 pluviôse an X, Le Préfet Harmand demanda par une lettre la cession de l'église des Jacobins et d'une portion du jardin qu'il destinait à La construction d'un bâtiment nécessaire à son logement. La commune saisit donna toute autorisation nécessaire pour l'abandon de cette église sous la réserve d'une somme de 2100 fr. que la commune avait payée le 1er décembre 1792 sur le prix de l'acquisition. Le site était choisi en raison de sa position centrale pour accueillir l'administration départementale.